# Єлевферій (Диденко)
Єлевферій Диденко (4 листопада 1940 — 5 травня 2016) — церковний діяч часів занепаду СРСР і Російської Федерації.

## Життєпис
Народився 1940 року в м. Батайськ Ростовської області РРФСР, отримавши ім'я Євген. Замолоду виявив потяг до церковного життя. Після закінчення духовної семінарії прийняв чернечий постриг, узявши ім'я Єлевферій. Згодом досяг чину ієромонаха.
Під час навчання в Московській духовній академії 1972 року разом з ієреєм Георгієм Глазуновим таємно витягнув рештки Феофана Затворника з закритого Вишенського монастиря і перевіз до Троїце-Сергієвої лаври. 1973 року після закінчення духовної академії став викладати в духовних школах Москви.
У 1974 році призначений помічником інспектора Московської духовної академії. Того ж року стає старшим помічником інспектора академії.
1983 року призначено завідувачем Церковно-археологічного кабінету та надано сан архімандрита. У 1989 році призначено намісником Києво-Печерської лаври. Того ж року рішенням Священного Синоду був призначений інспектором відродженої тоді ж Київської духовної семінарії.
1992 року зміщений з настоятельства Київським митрополитом Філаретом за відмову поставити підпис на підтримку рішення Собору Української Православної Церкви про дарування їй автокефалії. Того ж року призначено настоятелем храму Преображення Господнього міста Уральська (Казахстан).
2000 року стає кліриком Свято-Троїце-Сергієва храму міста Самари. 2007 року призначено кліриком храму на честь преподобних Антонія і Феодосія Печерських у Самарі та духівником Самарської семінарії.
У 2012 році важко захворів. Помер 2016 року в Самарі.